# Анищенко Олександр Григорович
Ани́щенко Олекса́ндр Григо́рович (1879—1918) — робітник київського заводу «Арсенал», учасник Січневого повстання в Києві у 1918 році, під час якого загинув.
Похований на Байковому кладовищі. У 1940–2014 роках Левандовська вулиця у Києві на його честь мала назву вулиця Анищенка.